# UFO: Enemy Unknown
Ne doit pas être confondu avec le remake édité en 2012, XCOM: Enemy Unknown.
UFO: Enemy Unknown (X-COM: UFO Defense dans sa version américaine) est un jeu vidéo de tactique au tour par tour développé par Mythos Games et MicroProse. Le jeu est publié par MicroProse sur PC et Amiga en 1994, puis sur la console PlayStation en 1995.
Conçu au départ par Julian Gollop comme une suite de Laser Squad sorti en 1988, le jeu mélange des éléments de gestion et de tactique au tour par tour. Le joueur commande une organisation appelée X-COM (eXtraterrial COMbat unit), dont l’objectif est de défendre la Terre contre les invasions extraterrestres.
Le titre est très bien reçu par les critiques et par les joueurs, ce qui conduit MicroProse à développer plusieurs suites, comme X-COM: Terror from the Deep ou X-COM: Apocalypse, et d'autres développeurs à s'inspirer du concept.
En octobre 2012, 2K Games publie un reboot développé par Firaxis Games, XCOM: Enemy Unknown.

## Trame

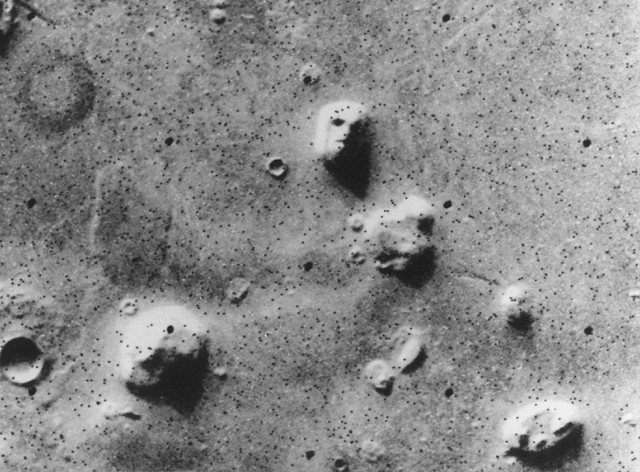
Photographie de Cydonia, en 1976 (sonde Viking 1).

En 1998, de nombreux objets volants non identifiés (OVNI) sont détectés dans l'atmosphère et des rumeurs d'attaques extraterrestres commencent à se répandre. Les forces armées gouvernementales tentent de repousser cette menace, sans succès.
À la suite de cet échec, les représentants des grandes puissances mondiales se réunissent à Genève en décembre 1998 et décident de créer une organisation indépendante et secrète destinée à lutter contre les aliens. Celle-ci, baptisée X-COM, recrute des soldats, des scientifiques et des ingénieurs.
Au fil des confrontations et des progrès scientifiques, l'organisation découvre les capacités et les objectifs ennemis. Afin de mettre fin à l’invasion, X-COM lance l'assaut sur le quartier général alien, situé sur Mars (Cydonia Mensae).

## Système de jeu

### Généralités
La tactique générale des aliens consiste à rallier progressivement les gouvernements de la Terre ; la partie est donc perdue quand les performances de X-COM sont considérées comme insuffisantes par les dirigeants de la planète, qui cessent donc de financer le projet, et elle est gagnée quand X-COM réussit à détruire le quartier général des extraterrestres.
Le jeu se divise en deux modules : le geoscape, qui permet le suivi global des activités sur Terre, et le battlescape, qui gère les combats au tour par tour entre les extraterrestres et les humains.

### Geoscape
Ce module contient une interface graphique qui représente la Terre vue de l'espace et une autre qui permet de gérer les bases X-COM.
L'interface qui représente notre planète permet de suivre tout ce qui y survient (trajets des ovnis ou des appareils X-COM, missions potentielles, localisation des bases). Sur le côté droit, des boutons permettent d'accéder aux écrans de gestion des bases X-COM, aux graphiques statistiques qui résument les activités et les financements de X-COM, et à une encyclopédie appelée « UFOpédia » où figurent les connaissances accumulées par l'organisation ; d'autres boutons permettent d'accélérer le défilement du temps par intervalles de 5 secondes, de 1, 5 ou 30 minutes, de 1 heure, ou de 1 journée.
L'interface qui représente les bases X-COM permet au joueur de construire des installations (habitations, hangars, laboratoires, ateliers, entrepôts, prisons pour aliens, défenses contre les ovnis, radars), d'organiser ses équipes (combattants, savants, ingénieurs) et leurs priorités, de gérer ses stocks de matériel, de transférer des objets ou du personnel entre les bases, et d'assigner ses soldats aux navettes de transport qui les conduiront vers leurs missions de combat.

### Battlescape

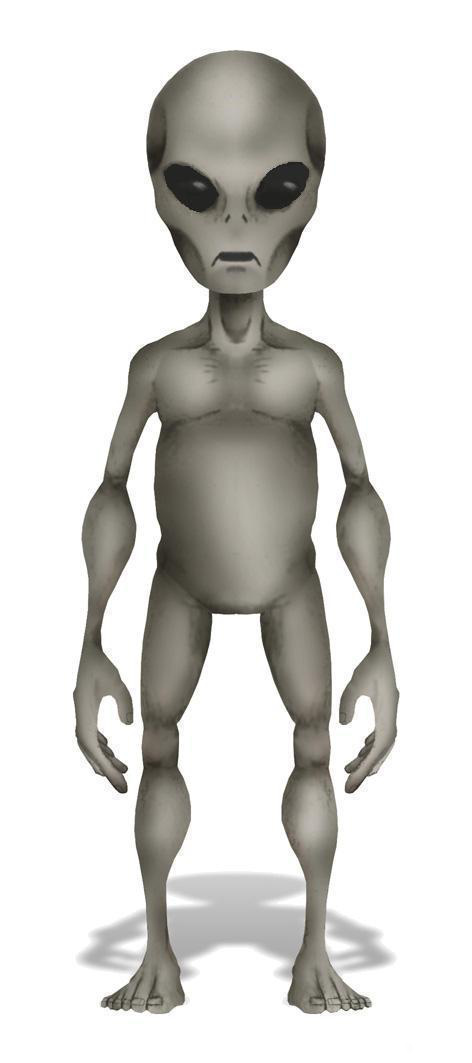
Les premiers aliens rencontrés dans le jeu, les Sectoïdes, ressemblent fortement aux Petits-Gris.

Cette interface, où le terrain est représenté en perspective isométrique, permet de simuler les combats tactiques entre X-COM et les extraterrestres. Avant de commencer, le joueur équipe ses soldats avec le matériel emporté dans l'appareil de transport de troupes. Et puis la mission se déroule en tours successifs, jusqu'à élimination totale des aliens ou des terriens, ou jusqu'à la retraite stratégique de l'équipe X-COM.
Les missions sont de plusieurs types : intervention sur un site de crash d'ovni, attaque d'une base extraterrestre, défense d'une base X-COM, riposte à une action terroriste extraterrestre, etc. Chaque mission se déroule dans un lieu construit par le moteur de jeu à partir d'un ensemble de structures simples ; les décors restent néanmoins diversifiés (jungle, désert, forêt, ferme, vaisseau spatial, ville, bâtiment à plusieurs étages), et tous les éléments peuvent être détruits pendant le combat. L'apparition des races extraterrestres est organisée de façon à offrir une difficulté croissante en cours de partie (certaines espèces peuvent prendre le contrôle de l'esprit d'un soldat du joueur, d'autres peuvent métamorphoser des humains en créatures hostiles, d'autres peuvent voler).
Chaque combattant possède un nom et un prénom, un grade, un palmarès (nombre de missions et de tués), et des caractéristiques chiffrées : unités de temps, résistance (toutes les actions — marcher, se baisser, tirer, armer une grenade... — consomment des unités de temps et la plupart altèrent la résistance), santé (l'unité meurt si elle atteint 0), courage (les unités peuvent paniquer, et lâcher toutes leurs armes ou s'enfuir ou tirer dans toutes les directions), réactions (c'est-à-dire : réflexes), précision au tir, précision au lancer, force ; deux caractéristiques supplémentaires seront révélées en cours de partie : capacité d'attaque psionique (pour altérer le courage d'un ennemi, voire en prendre le contrôle) et résistance aux attaques psioniques.
Les armes de poing ou d'épaule disposent de plusieurs modes de tir : le « tir instantané » est un coup de feu unique, nécessitant peu d'unités de temps ; le « tir visé » est un tir plus précis, mais plus couteux ; enfin, certaines armes disposent d'un « tir auto », qui déclenche une salve de trois coups assez peu précis. Un combattant peut garder des unités de temps en réserve pour réaliser un « tir réflexe » sur les ennemis qu'il verra agir pendant leur tour de jeu. Pour pallier la visibilité réduite des combats de nuit, le joueur peut lancer des systèmes d'éclairages ou provoquer des feux grâce à des projectiles incendiaires.
Les soldats s'améliorent mission après mission et peuvent obtenir des promotions (les plus gradés sont souvent ceux qui ont tué le plus d'ennemis). Le matériel extraterrestre trouvé sur les lieux de l'affrontement est ramené à la base d'attache de l'équipe d'intervention pour être étudié par les scientifiques ou, si les recherches ont déjà abouti, réutilisé par les terriens ; les éventuels prisonniers peuvent être interrogés.

## Développement

### Historique

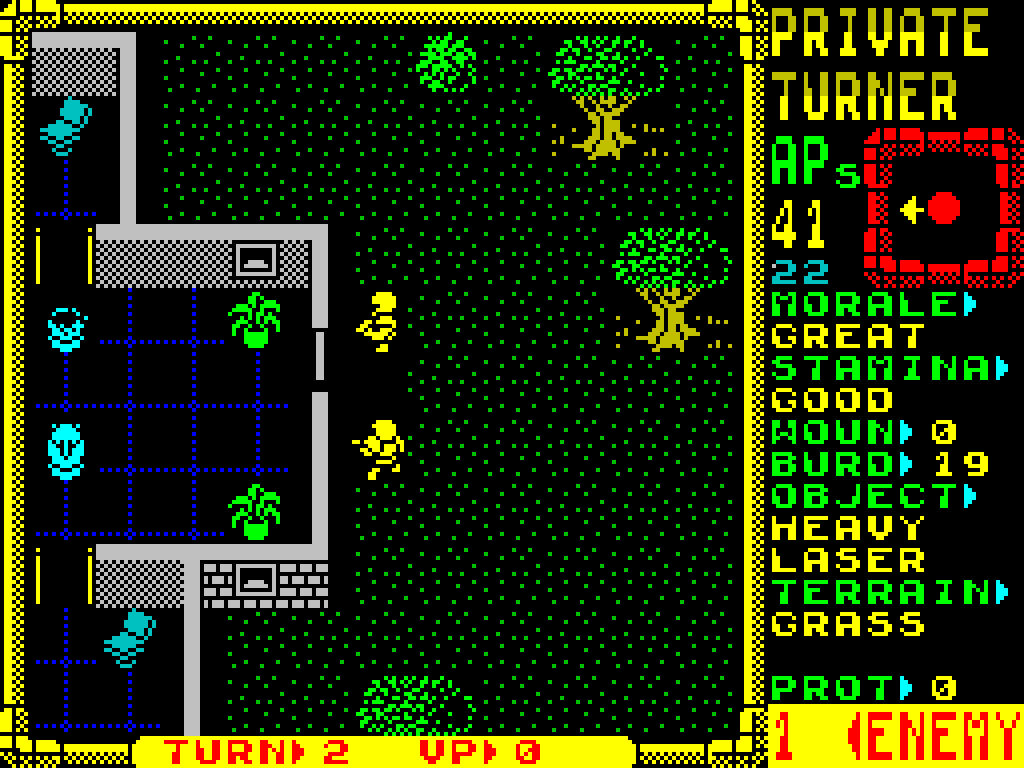
Version ZX Spectrum de Laser Squad.

Au départ, Julian Gollop et Mythos Games conçoivent leur projet comme une suite de Laser Squad (un jeu tactique de 1988) avec des graphismes améliorés grâce à l'utilisation de la 3D isométrique, dans un style similaire à celui de Populous ; la première version de démonstration présentée en 1991 consiste donc en un jeu relativement simple appelé Laser Squad 2 (ou Laser Squad II) fonctionnant sur Atari ST. Les frères Julian et Nick Gollop approchent de nombreux éditeurs, dont Krisalis ou Domark, avant de signer un accord avec MicroProse,.
Bien que satisfait de ce contrat, Julian Gollop s'inquiète des modifications que l'éditeur pourrait imposer aux développeurs, ce qui provoque de nombreuses discussions : Julian explique que MicroProse n'avait pas toujours compris certains concepts et qu'il avait été difficile de convaincre les concepteurs, les producteurs ou les chefs de projet de l'éditeur.
Les remarques de MicroProse mènent à de nombreuses modifications. Par exemple, c'est MicroProse qui suggère le thème des ovnis à Mythos Games ou qui incite à enrichir le jeu d'éléments de gestion à grande échelle, comme dans  Civilization. Le cadre du jeu s'étend donc à la Terre et les développeurs intègrent des éléments stratégiques liés à la capacité de récupérer et de reproduire les technologies extraterrestres.
Le développement du jeu a failli être annulé à deux reprises, d'abord à cause des difficultés financières de la société, puis sous la pression de Spectrum HoloByte après que cette société a acheté à Bill Stealey ses parts de MicroProse.
Le jeu est finalement terminé et publié en mars 1994.

### Inspirations
L’équipe de développement s'est en partie inspirée d'une série anglaise des années 1970 appelée UFO, en reprenant notamment les idées d’une organisation luttant contre les ovnis et d'aliens dotés de pouvoirs psioniques,,.
L’idée de permettre au joueur de récupérer les technologies extraterrestres est issue d'un livre de Bob Lazar, dans lequel il décrit son supposé travail de récupération des technologies aliennes dans la zone 51.
L'éventualité que les gouvernements puissent conspirer avec l'envahisseur est tirée du livre Alien Liaison, écrit par Timothy Good et publié en 1991.
Julian Gollop et son équipe ont beaucoup insisté auprès de MicroProse pour que les Sectoïdes ressemblent aux aliens popularisés par plusieurs histoires fantastiques américaines, par exemple comme celle du livre de Whitley Strieber, Communion (en).

## Accueil
UFO: Enemy Unknown propose un mélange de gestion et de stratégie qui plut à de nombreux joueurs, lui assurant une grande popularité et créant une communauté de fans enthousiastes. Ce succès contribua au développement de refontes open sources très proches (comme UFO 2000), et surtout au développement de nombreuses suites et de nombreux autres jeux similaires.
En 2000, Tom Chick s'exprime au nom de l'équipe d'IGN pour expliquer pourquoi elle considère que ce titre est le meilleur de tous les temps : le joueur s'attache à ses troupes, presque comme dans un jeu de rôle, et peut être marqué par les histoires qu'elles vivent ; la campagne évolue en donnant toujours l'impression que les ressources doivent être utilisées intelligemment ; l'ambiance est réussie ; et les combats tirent pleinement parti des effets destructeurs de l'armement. Ce dernier point concluait déjà l'article de Brad Burton sur Amiga Action, en 1994, qui disait avoir dû faire exploser le bâtiment qui abritait un sniper retranché.
En 2007, X-COM: UFO Defense (version américaine) finit premier de la sélection des « 25 meilleurs jeux PC de tous les temps » faite par IGN Entertainment, et deuxième meilleur jeu vidéo depuis 1992 selon Pelit (en).

## Détails techniques
UFO: Enemy Unknown utilise le mode graphique VGA et le mode son Sound Blaster (et compatible) ; c'est l'un des premiers jeux vendus sur CD-ROM.
Sous DOS, le jeu requiert un Intel 386 (20 MHz) ou plus, 2 Mo de RAM, un lecteur 3,5 pouces ou un lecteur de CD-ROM, un clavier et une souris. La configuration recommandée est plutôt un 486 avec 4 Mo de RAM.
La version Amiga AGA en 256 couleurs est antérieure à la version OCS en 32 couleurs, sortie en 1995 sur 5 disquettes (contre 4 pour la version Amiga 1200). La version CD32 dispose d'une musique de qualité CD en introduction tout en restant identique à la version en disquettes sortie pour Amiga 1200 et Amiga 4000.